# Halina Konopacka

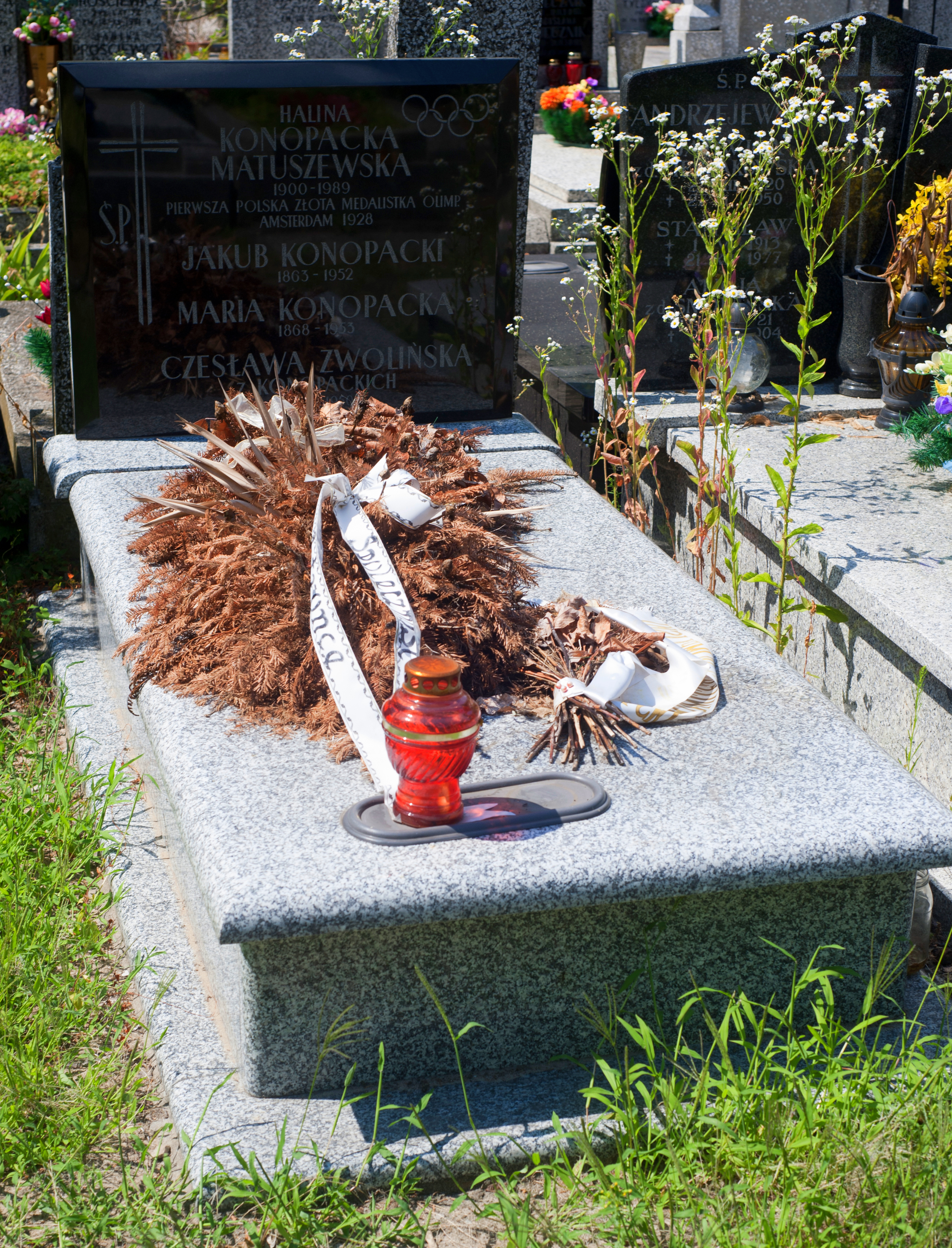
Hrob Haliny Konopacké na Hřbitově Bródnowskim ve Varšavě

Halina Konopacka, Leonarda Kazimiera Konopacka-Matuszewska-Szczerbińska (26. února 1900 Rawa Mazowiecka – 28. ledna 1989 Daytona Beach) byla polská atletka, olympijská vítězka v hodu diskem.

## Sportovní kariéra
Byla všestrannou sportovkyní, získala celkem 25 mistrovských titulů v různých atletických disciplínách (vrh koulí, hod diskem, hod oštěpem, skok do výšky, víceboj, sprinterské štafety), hrála rovněž výborně házenou, jezdila na koni. Po zakončení atletické kariéry hrála na vrcholové úrovni tenis.
Jedním z jejich nejvýznamnějších sportovních úspěchů byl start na olympiádě v Amsterdamu v roce 1928. Dne 31. července zde zvítězila v soutěži diskařek (během své kariéry v této disciplíně nikdy neprohrála). Rovněž byla vyhlášena Miss olympiády.
Třikrát vytvořila světový rekord v hodu diskem (nejdále 39,62 v roce 1928). Její osobní rekordy v dalších disciplínách byly následující: hod oštěpem 34,83 m, vrh koulí 11,33 m, skok do výšky 138 cm, skok do dálky 512 cm.